# CDT da Anhanguera
Entrada do CDT da Anhanguera.
O Centro de Televisão da Anhanguera (também conhecido como CDT da Anhanguera, Complexo Anhanguera ou Centro de Televisão do SBT) é um centro de produção televisivo onde estão localizados os estúdios, a base operacional e a sede da rede de televisão brasileira Sistema Brasileiro de Televisão (SBT). Ele está localizado na cidade de Osasco, na Região Metropolitana de São Paulo, às margens da Rodovia Anhanguera e é considerado o terceiro maior complexo televisivo da América Latina, atrás somente da sede da TV Azteca no México e dos Estúdios Globo no Rio de Janeiro.
Suas obras iniciaram-se na década de 1990, sendo inaugurado oficialmente em 19 de agosto de 1996, durante as comemorações de 15 anos do SBT.

## História

### Antecedentes
O Grupo Silvio Santos já possuía um terreno de 230 mil metros quadrados na região do Pico do Jaraguá, na altura do km 18 da Rodovia Anhanguera. Neste terreno, haviam alguns galpões de estocagem de mercadorias utilizados por algumas empresas do grupo como as Lojas Tamakavi, a Liderança Capitalização e o Baú da Felicidade.
Em 1980, numa matéria publicada no Jornal do Brasil, Silvio Santos já deixava claro suas intenções em concorrer a licitação das concessões da extinta Rede Tupi e criar uma nova rede de televisão no Brasil. Na época, Sílvio já era sócio da TV Record paulistana e proprietário da TVS Rio. Anteriormente no mesmo ano, seu grupo havia sido construído um pequeno prédio no terreno da Anhanguera para abrigar os estúdios de dublagem, áudio, montagem e escritórios administrativos para as emissoras de seu grupo.
Desde o seu surgimento em 1981, o SBT baseava suas operações na cidade de São Paulo em cinco lugares diferentes: os estúdios na Rua Dona Santa Veloso e um galpão de cenografia na Rua Camarés, ambos no bairro da Vila Guilherme, além do Teatro Silvio Santos no bairro do Carandiru, a antena de transmissão e os estúdios para talk show no bairro do Sumaré. Devido a problemas com enchentes em seus estúdios da Vila Guilherme, logística operacional e a medida em que a emissora crescia, o Grupo Silvio Santos buscava alternativas para centralizar os estúdios e a operação do canal.
Em 1994, o SBT investiu cerca de 25 milhões de dólares para transformar os galpões de estoque que seguiam abandonados desde 1991, em um enorme complexo televisivo para onde transferiria suas operações em um prazo máximo de três anos.

### Inauguração
Em 19 de agosto de 1996 (data do aniversário de 15 anos da rede), era inaugurado o Centro de Televisão da Anhanguera, passando a centralizar as operações do SBT em um único lugar. A festa de inauguração teve uma ampla cobertura durante os primeiros programas transmitidos a partir do complexo pela emissora.[carece de fontes?]
A um custo final estimado em US$ 110 milhões, o complexo foi inaugurado com 61 mil metros quadrados de área construída, oito estúdios com estrutura completa para pré-produção e pós-produção televisiva, sistemas informatizados e estrutura completa para suporte a produção de televisão. Seu projeto foi baseado em grande parte nos estúdios de San Ángel da mexicana Televisa.

## Visitas Importantes

### Presidentes e Vice-Presidentes da República
Em 1996, Fernando Henrique Cardoso (PSDB), então presidente da república, visitou as instalações do complexo do Centro de Televisão (CDT) da Anhanguera do SBT, à época, ainda estava em construção. Ao lado do fundador do SBT Sílvio Santos, FHC definiu o complexo como uma ''Fábrica de sonhos''.
Em 2001, FHC também esteve presente nos estúdios do SBT para participar da entrega de diplomas aos alunos vencedores do concurso ''Aluno Nota 10'', a visita contou também com a participação do então ministro da educação Paulo Roberto Souza.
À convite de Silvio Santos, Michel Temer (MDB), presidente da república, foi ao palco de seu programa anunciar e explicar as mudanças propostas na reforma da Previdência, o episódio foi ao ar no dia 28 de janeiro de 2018.
Em Maio de 2023, o atual Vice-presidente da República Geraldo Alckimin (PSB), esteve no CDT da Anhanguera, à convite da direção do Programa Silvio Santos para participar da edição de comemoração dos 60 anos de exibição do Dominical, em sua passagem, Alckimin relembrou diversos momentos que esteve presentes no programa Cidade Contra Cidade, onde à época, representava sua cidade natal, Pindamonhangaba, na qual fora prefeito municipal.

### Governadores de Estados, Deputados e Prefeitos
No ano de 2001, o programa Show do Milhão contou com uma edição onde diversos políticos nacionais participaram respondendo as perguntas feitas por Silvio Santos. Estiveram presentes os governadores Esperidião Amin (PPB), governador de Santa Catarina, César Borges (PFL), governador da Bahia, Anthony Garotinho (PSB), governador do Rio de Janeiro, Albano Franco (PSDB), governador de Sergipe, Hugo Napoleão (PFL), governador do Piauí, Jaime Lerner (PFL), governador do Paraná, Olívio Dutra (PT), governador do Rio Grande do Sul e Marconi Perillo (PSDB), governador de Goiás. Além disso, estiveram presentes também os deputados Marcondes Gadelha (PFL), representando o estado da Paraíba, Roberto Jefferson (PTB), do Rio de Janeiro. O deputado Aloizio Mercadante (PT) e o ex-governador Paulo Maluf (PPB), representaram o estado de São Paulo. ambos juntaram-se para responder a questões sobre conhecimentos gerais que levam ao prêmio de R$ 1 milhão, a gravação foi realizado no estúdio 8 do CDT.